# Arapaho
Arapaho (ang. Arapaho nation, Arapahoe) – Indianie Ameryki Północnej zamieszkujący pierwotnie obszary Prerii i mówiący językiem z rodziny algonkiańskiej.
Zasłynęli głównie swymi wyszywankami z koralików. Każda praca opowiada jakąś historię (inaczej niż u innych plemion, gdzie koraliki służyły wyłącznie do ozdoby i nie przekazywały żadnych treści).

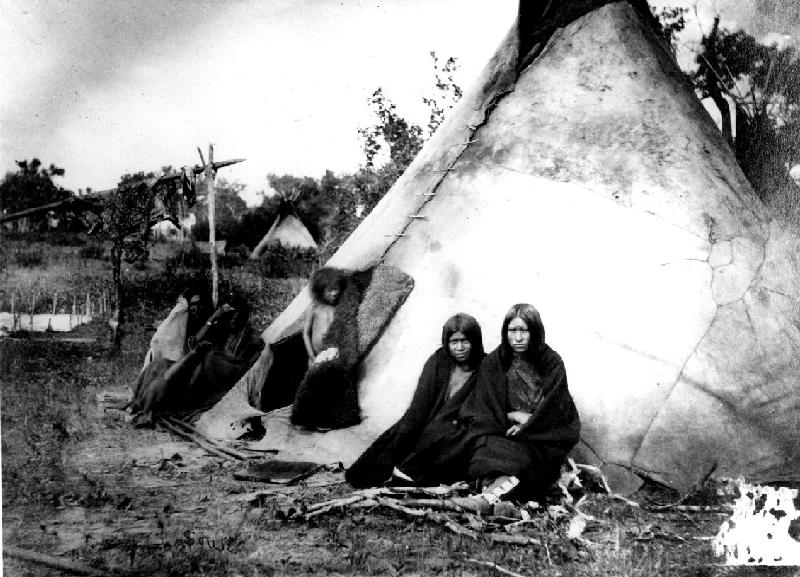
Wioska Indian Arapaho, ok. 1870.

## Historia
Lud Arapaho zamieszkiwał w przeszłości tereny dzisiejszej północnej Minnesoty i ruszył w kierunku prerii w tym samym czasie, lub nieco wcześniej, niż Szejeni. Aczkolwiek zawsze trzymali się blisko Szejenów i powszechne było zawieranie małżeństw międzyplemiennych, nigdy nie nauczyli się języka Szejenów i kultywowali własne zwyczaje i tradycje, np. chowali swych zmarłych w ziemi, podczas gdy Szejenowie korzystali z żalników z wysokimi, nadziemnymi platformami.
Początkowo prowadzili osiadły tryb życia, z czasem stali się wędrownymi (najpierw pieszymi, potem konnymi) myśliwymi, polującymi m.in. na bizony.
Wraz z Szejenami opanowali wschodnie obszary dzisiejszych stanów Wyoming i Kolorado. W pewnym momencie podzielili się na trzy grupy plemienne – Północnych Arapaho, Południowych Arapaho i Gros Ventre (inaczej Atsina). Zamknięci w rezerwatach w 1877 roku. 

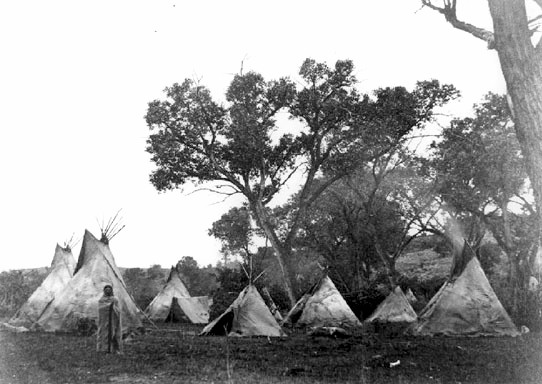
Obóz Indian Arapaho, 1868.

## Teraźniejszość
Obecnie zamieszkują w większości wraz z Szoszonami (dawni plemienni wrogowie) w rezerwacie Wind River w stanie Wyoming oraz w stanie Oklahoma (w 1907 zostali pozbawieni rezerwatu, który dzielili wraz z Szejenami), mówią po angielsku, ale część zachowuje w rezerwatach elementy dawnej plemiennej kultury, religii (Taniec Słońca wśród grupy północnej nad brzegami rzeki Wind) i języka.
Imieniem Arapaho nazwano hrabstwo i górę w Kolorado, a także wiele miejscowości w Nebrasce, Północnej Karolinie, Kolorado i Wyoming. Taką nazwę nosi stolica hrabstwa Custer w Oklahomie.

## Liczebność
Według danych U.S. Census Bureau, podczas spisu powszechnego w 2000 roku 7000 obywateli USA zadeklarowało, że jest pochodzenia wyłącznie Arapahoe, zaś 9258 – wyłącznie lub między innymi Arapahoe. Ponadto 3634 osoby zadeklarowały pochodzenie wyłącznie Cheyenne-Arapaho, zaś 4510 – wyłącznie lub między innymi Cheyenne-Arapaho.

## Polonika
Polski badacz prof. Feliks Gross prowadził wśród nich letnie badania terenowe w latach 1947–1949.